# Баковаць-Косинський
44°43′ пн. ш. 15°12′ сх. д. / 44.71° пн. ш. 15.20° сх. д.
Баковаць-Косинський (хорв. Bakovac Kosinjski) — населений пункт у Хорватії, у Лицько-Сенській жупанії у складі громади Перушич.

## Населення
Населення за даними перепису 2011 року становило 126 осіб.
Динаміка чисельності населення поселення:

## Клімат
Середня річна температура становить 8,43 °C, середня максимальна – 21,70 °C, а середня мінімальна – -6,48 °C. Середня річна кількість опадів – 1307 мм.
| Клімат поселення                              | Клімат поселення | Клімат поселення | Клімат поселення | Клімат поселення | Клімат поселення | Клімат поселення | Клімат поселення | Клімат поселення | Клімат поселення | Клімат поселення | Клімат поселення | Клімат поселення | Клімат поселення |
| Показник                                      | Січ.             | Лют.             | Бер.             | Квіт.            | Трав.            | Черв.            | Лип.             | Серп.            | Вер.             | Жовт.            | Лист.            | Груд.            |                  |
| Середній максимум, °C                         | 5,64             | 6,77             | 9,58             | 13,54            | 18,17            | 21,57            | 21,70            | 21,38            | 17,31            | 13,26            | 8,04             | 4,59             |                  |
| Середня температура, °C                       | −0,42            | 0,72             | 3,53             | 7,48             | 12,10            | 15,52            | 17,69            | 17,37            | 13,30            | 9,25             | 4,01             | 0,57             |                  |
| Середній мінімум, °C                          | −6,48            | −5,35            | −2,54            | 1,41             | 6,04             | 9,46             | 13,67            | 13,37            | 9,28             | 5,24             | 0,00             | −3,43            |                  |
| Норма опадів, мм                              | 97               | 96               | 96               | 107              | 94               | 95               | 60               | 82               | 129              | 149              | 168              | 134              |                  |
| Середньомісячна швидкість вітру, м/с          | 2.54             | 2.68             | 2.86             | 2.74             | 2.52             | 2.32             | 2.26             | 2.20             | 2.31             | 2.49             | 2.78             | 2.81             |                  |
| Середньомісячна сонячна радіація, кДж/м²·день | 4550             | 7245             | 10665            | 15097            | 19249            | 20982            | 22921            | 19679            | 14574            | 9352             | 4908             | 3797             |                  |
| --------------------------------------------- | ---------------- | ---------------- | ---------------- | ---------------- | ---------------- | ---------------- | ---------------- | ---------------- | ---------------- | ---------------- | ---------------- | ---------------- | ---------------- |
| Джерело:                                      |                  |                  |                  |                  |                  |                  |                  |                  |                  |                  |                  |                  |                  |